# Spiranthes hongkongensis
Spiranthes hongkongensis là một loài thực vật có hoa trong họ Lan. Loài này được S.Y.Hu & Barretto miêu tả khoa học đầu tiên năm 1976.